# عادل فورتية
عادل جهان الفورتية (1970). فنان تشكيلي من ليبيا.

## نبذة شخصية
من مواليد 1970 بمدينة مصراتة الليبية (شرق طرابلس). حاصل على ماجستير فلسفة عن " الرمزية في الفن التشكيلى الليبى المعاصر "،عضو نقابة التشكيلين الليبين ويكتب وينشر في العديد من المواقع الثقافية الآلكترونية. بدأ تجاربه الفنية في المدرسة الأبتدائية بالأشتراك في مسابقات فنية على مستوى المدينة. ثم درس الفن عن طريق القراءة والإطلاع على أعمال الفنانين الكبار سواء من الغرب أو من الدول العربية متأثرا بعمه عمر جهان الفنان التشكيلي عبر آتيليه الخاص.
له أسلوبه الخاص والقريب من التجريدي.

## المعارض
- شارك في عدة أنشطة على مستوى الكليات والمعاهد العليا بين عامى 1993 / 1994 م
- البينالى الدولي الثاني للملصقات في العالم الإسلامي (معهد صبى الثقافى والفنى) - إيران - 2007م
- بينالى الخرافى الدولي للفن العربي المعاصر (الكويت) - 2006م
- معرض شخصى في آتيليه القاهرة (المفردة) - 2004م
- معرض جماعى (أحتفالية التشكيل) قاعة فسيلة للفنون التشكيلية - 2004م
- معرض جماعى في المنظمة الخيرية الليبية عند تنظيمها لمهرجان الطفولة العالمي - 2002م
- معرض جماعى في المركز التجارى الصناعي (مهرجان الربيع) - 2000م
- مشارك في المهرجان العام للفنون التشكيلية على مستوى ليبيا - 1997 - 1998 - 1999 م
- معرض جماعى في النصب التدكارى السياحى - 1995م
- معرض شخصى في الجامعة الليبية - 1994م
- سجل الفنان حلقة خاصة عن أعماله التشكيلية لمعرض (المفردة) في قناة - النيل الثقافية ضمن برنامج (رحلة السمان) - 2004م
- حلقة خاصة عن مجمل أعماله التشكيلية في القناة الفضائية الليبية مع برنامج (أنامل مبدعة) - 2005م

## الجوائز المتحل عليها
- جائزة النجمة الذهبية في الفنون التشكيلية مجال التصميم والدعاية، والتي تمنحها سنويا منظمة Business Initiative Direction - B.I.D - ومقرها الدائم في أسبانيا.ولقد منحت له هذه الجائزة في باريس عن مجموعة أعمال تشكيلية بعنوان (ضد الحرب) - 2003م

## وصلات خارجية
- موقع الفنان
- نماذج من أعماله
- أوتار
- الورشة
- معرض فنون
- موقع الفنان